# Neoechinorhynchus rigidus
Neoechinorhynchus rigidus är en hakmaskart som först beskrevs av Van Cleave 1928.  Neoechinorhynchus rigidus ingår i släktet Neoechinorhynchus och familjen Neoechinorhynchidae. Inga underarter finns listade i Catalogue of Life.